# Fossano
Fossano és un municipi italià, situat a la regió del Piemont i a la província de Cuneo. L'any 2007 tenia 24.293 habitants.

## Fills il·lustres
- Giovanni Juvenal Ancina (1545-1604), metge, beat i compositor musical.